# Parzaommomyia sulensis
Parzaommomyia sulensis är en stekelart som beskrevs av Alex Gumovsky och Ubaidillah 2002. Parzaommomyia sulensis ingår i släktet Parzaommomyia och familjen finglanssteklar. Inga underarter finns listade i Catalogue of Life.